# Initiative populaire « Élection proportionnelle pour les membres du Conseil national » de 1900
L'initiative populaire fédérale « Élection proportionnelle pour les membres du Conseil national » est une initiative populaire fédérale suisse, rejetée par le peuple et les cantons le 4 novembre 1900.

## Contenu
L'initiative propose de modifier l'article 73 de la Constitution fédérale pour rendre l'élection au Conseil national directe et proportionnelle au lieu du système majoritaire alors en place et d'utiliser les cantons comme base électorale et non plus les arrondissements électoraux.
Le texte complet de l'initiative peut être consulté sur le site de la Chancellerie fédérale.

## Déroulement

### Contexte historique
Lors de la création de la Constitution fédérale de 1848 et de sa révision en 1874, le parti radical, largement majoritaire, avait fixé le mode d'élection aux chambres fédérales en favorisant le parti déjà au pouvoir.
Dès l'adoption de l'initiative populaire fédérale en 1891, les partis opposants, avec à leur tête le parti socialiste, tentent de modifier cette disposition. Pour ce faire, ils déposent cette initiative, couplée avec une autre qui, de son côté, demande d'augmenter le nombre de Conseillers fédéraux et de les faire élire par le peuple.

### Récolte des signatures et dépôt de l'initiative
La récolte des 50 000 signatures nécessaires a débuté le 21 novembre 1898. Le 15 mai 1899, l'initiative a été déposée à la chancellerie fédérale qui l'a déclarée valide le 22 septembre.

### Discussions et recommandations des autorités
Le parlement et le Conseil fédéral recommandent le rejet de cette initiative.

### Votation
Soumise à la votation le 4 novembre 1900, l'initiative est refusée par 10 3/2 cantons et par 59,1 % des suffrages exprimés. Le tableau ci-dessous détaille les résultats par cantons :

## Effets
Après l'échec de cette initiative, les requérants vont en soumettre une seconde qui sera également rejetée lors d'une seconde votation le 23 octobre 1910 ; cependant, cette seconde fois, la majorité en faveur du rejet de l'initiative n'est plus que de 52 % des voix exprimées. Un troisième essai, 8 ans plus tard, sera enfin couronné de succès.